# Поручин (Брестская область)
Поручи́н (бел. Паручын) — деревня в Барановичском районе Брестской области Белоруссии. Входит в состав Городищенского сельсовета. Население — 17 человек (2023).

## География
Деревня расположена на севере Барановичского района, в 7 км по автодорогам к северу от центра сельсовета, агрогородка Городище, и в 30 км по автодорогам к северу от районного центра — города Барановичи. Есть кладбище. По территории деревни протекает река Сервеч.

## История
В 1783 году в деревне была построена церковь с престолом во имя Покрова Пресвятой Богородицы.
После 2-го раздела Речи Посполитой в 1793 году деревня вошла в состав Российской империи. В 1886 году — 35 дворов. По переписи 1897 года — деревня и село Городищенской волости Новогрудского уезда Минской губернии. В деревне было 29 дворов и 247 жителей, а в селе — 6 дворов и 44 жителя, церковь, церковно-приходская школа, хлебозапасный магазин и трактир. В 1909 году — село (50 дворов, 302 жителя) и имение (1 двор, 4 жителя).
С 1921 по 1939 год деревня находится во владениях межвоенной Польши, в гмине Городище Новогрудского, с 1926 года Барановичского повета Новогрудского воеводства. По переписи 1921 года в деревне числилось 20 жилых и 6 прочих обитаемых зданий, в которых проживало 175 человек (76 мужчин, 99 женщин), из них 151 белорус и 24 поляка (по вероисповеданию — 9 римских католиков и 166 православных).
С 1939 года включена в состав Белорусской ССР. С 15 января 1940 года в Городищенском районе Барановичской, с 8 января 1954 года Брестской области, с 25 декабря 1962 года в Барановичском районе. С конца июня 1941 года до июля 1944 года оккупирована немецко-фашистскими захватчиками.
В 1970 году к Поручину присоединена соседняя деревня Кривое Село. До 6 августа 1979 года деревня входила в состав Зелёновского сельсовета.
До недавнего времени работал магазин.

## Население
На 1 января 2023 года в деревне проживало 17 человек в 12 хозяйствах, в том числе 10 в трудоспособном возрасте и 7 старше трудоспособного возраста.
| Численность населения (по переписи) | Численность населения (по переписи) | Численность населения (по переписи) | Численность населения (по переписи) | Численность населения (по переписи) | Численность населения (по переписи) | Численность населения (по переписи) | Численность населения (по переписи) | Численность населения (по переписи) |
| 1886                                | 1897                                | 1909                                | 1921                                | 1939                                | 1959                                | 1999                                | 2009                                | 2019                                |
| ----------------------------------- | ----------------------------------- | ----------------------------------- | ----------------------------------- | ----------------------------------- | ----------------------------------- | ----------------------------------- | ----------------------------------- | ----------------------------------- |
| 350                                 | ↘291                                | ↗306                                | ↘175                                | ↗280                                | ↗303                                | ↘100                                | ↘43                                 | ↘24                                 |

## Достопримечательности
- Свято-Покровская церковь (1783).